# Primera División 1910 (Uruguay)
Het seizoen 1910 van de Primera División was het tiende seizoen van de hoogste Uruguayaanse voetbalcompetitie, georganiseerd door de Liga Uruguaya de Football. De Primera División was een amateurcompetitie, pas vanaf 1932 werd het een professionele competitie.

## Teams
Er namen negen ploegen deel aan de Primera División tijdens het seizoen 1910. Acht ploegen keerden terug na vorig seizoen; Colón FC en Oriental FC degradeerden en CA Montevideo werd na vorig seizoen opgeheven. Uit de Segunda División promoveerde Libertad FC. Het was voor die ploeg het eerste seizoen op het hoogste niveau.
| Club                                 | Stad       | Stadion                | Vorig seizoen |
| ------------------------------------ | ---------- | ---------------------- | ------------- |
| Bristol FC                           | Montevideo | Onbekend               | 7e            |
| Central FC                           | Montevideo | Cancha Punta Carretas  | 6e            |
| Central Uruguay Railway Cricket Club | Montevideo | Field de Villa Peñarol | 2e            |
| Dublin FC                            | Montevideo | Onbekend               | 5e            |
| French FC                            | Montevideo | Onbekend               | 10e           |
| Libertad FC                          | Montevideo | Cancha Reducto         | 1e (2ª)       |
| Montevideo Wanderers FC              | Montevideo | Camino Millán          | 1e            |
| Club Nacional de Football            | Montevideo | Gran Parque Central    | 4e            |
| River Plate FC                       | Montevideo | Parque Lugano          | 3e            |

## Competitie-opzet
Alle deelnemende clubs speelden tweemaal tegen elkaar (thuis en uit). De ploeg met de meeste punten werd kampioen.
In 1910 was er geen ploeg die boven de rest uitstak. De vier ploegen die in het verleden kampioen waren geworden eindigden uiteindelijk op de vier hoogste plekken. De landstitel ging voor de tweede maal naar River Plate FC, dat elf van de zestien wedstrijden won (procentueel het laagste aantal voor een landskampioen tot dan toe), maar slechts één nederlaag leed. Rivalen C.U.R.C.C. en Club Nacional de Football eindigden met respectievelijk twee en vier punten minder op de tweede en derde plek. Uittredend landskampioen Montevideo Wanderers FC werd vierde.
Promovendus Libertad FC behaalde een zevende plaats. Hekkensluiter werd French FC, dat hun derde seizoen in de Primera División speelde. Dit bleek ook hun laatste seizoen in deze competitie; na de degradatie wisten ze niet meer terug te komen op het hoogste niveau.

### Kwalificatie voor internationale toernooien
Sinds 1900 werd de Copa de Competencia Chevallier Boutell (ook wel bekend als de Tie Cup) gespeeld tussen Uruguayaanse en Argentijnse clubs. De winnaar van de Copa Competencia kwalificeerde zich als Uruguayaanse deelnemer voor dit toernooi. Sinds 1905 werd om een tweede Rioplatensische beker gespeeld, de Copa de Honor Cousenier. De winnaar van de Copa de Honor plaatste zich namens Uruguay voor dit toernooi. De Copa Competencia en Copa de Honor waren allebei een officiële Copa de la Liga, maar maakten geen deel uit van de Primera División.
In 1910 werd de Copa de Honor Cousenier niet gespeeld, de winnaar van de Copa de Honor (Montevideo Wanderers FC) speelde dus geen internationale competitie.

### Eindstand
|     | Club                      | Sp. | W  | G | V  | Pnt. | DV | DT | DS  |
| --- | ------------------------- | --- | -- | - | -- | ---- | -- | -- | --- |
| 01. | River Plate FC            | 16  | 11 | 4 | 1  | 26   | 33 | 10 | +23 |
| 2.  | C.U.R.C.C.                | 16  | 10 | 4 | 2  | 24   | 32 | 12 | +20 |
| 3.  | Club Nacional de Football | 16  | 10 | 2 | 4  | 22   | 32 | 14 | +18 |
| 4.  | Montevideo Wanderers FC   | 16  | 9  | 2 | 5  | 20   | 24 | 15 | +9  |
| 5.  | Central FC                | 16  | 6  | 4 | 6  | 16   | 17 | 24 | –7  |
| 6.  | Dublin FC                 | 16  | 4  | 4 | 8  | 12   | 20 | 26 | –6  |
| 7.  | Libertad FC               | 16  | 4  | 4 | 8  | 12   | 17 | 23 | –6  |
| 8.  | Bristol FC                | 16  | 3  | 1 | 12 | 7    | 16 | 44 | –28 |
| 9.  | French FC                 | 16  | 2  | 1 | 13 | 5    | 15 | 38 | –23 |

### Legenda
| Kleur | Kwalificatie voor                       |
| ----- | --------------------------------------- |
|       | Tie Cup 1910 (winnaar Copa Competencia) |
|       | Segunda División 1911                   |

| Winnaar Primera División 1910 |
| ----------------------------- |
| River Plate FC 2e titel       |

#### Topscorer
De topscorerstitel ging naar Vicente Módena van landskampioen River Plate.
| №  | Speler         | Club(s)        | Goals |
| -- | -------------- | -------------- | ----- |
| 1. | Vicente Módena | River Plate FC | 7     |

1900 · 1901 · 1902 · 1903 · 1904 · 1905 · 1906 · 1907 · 1908 · 1909 · 1910 · 1911 · 1912 · 1913 · 1914 · 1915 · 1916 · 1917 · 1918 · 1919 · 1920 · 1921 · 1922 · 1923 · 1924 · 1925 · 1926 · 1927 · 1928 · 1929 · 1930 · 1931 · 1932 · 1933 · 1934 · 1935 · 1936 · 1937 · 1938 · 1939 · 1940 · 1941 · 1942 · 1943 · 1944 · 1945 · 1946 · 1947 · 1948 · 1949 · 1950 · 1951 · 1952 · 1953 · 1954 · 1955 · 1956 · 1957 · 1958 · 1959 · 1960 · 1961 · 1962 · 1963 · 1964 · 1965 · 1966 · 1967 · 1968 · 1969 · 1970 · 1971 · 1972 · 1973 · 1974 · 1975 · 1976 · 1977 · 1978 · 1979 · 1980 · 1981 · 1982 · 1983 · 1984 · 1985 · 1986 · 1987 · 1988 · 1989 · 1990 · 1991 · 1992 · 1993 · 1994 · 1995 · 1996 · 1997 · 1998 · 1999 · 2000 · 2001 · 2002 · 2003 ·  2004 · 2005 · 2005/06 · 2006/07 · 2007/08 · 2008/09 · 2009/10 · 2010/11 ·  2011/12 · 2012/13 · 2013/14 · 2014/15 · 2015/16 · 2016 · 2017 · 2018 · 2019 · 2020 · 2021 · 2022 · 2023